# Lista över fornlämningar i Flens kommun (Hyltinge)
Lista över fornlämningar i Flens kommun (Hyltinge) är en förteckning av ett urval av de fornlämningar som finns i Hyltinge i Flens kommun.
| Namn                             | Lämningstyp         | Tillkomsttid | Historisk indelning    | Plats | Läge                 | ID-nr          | Bild                                 |
| -------------------------------- | ------------------- | ------------ | ---------------------- | ----- | -------------------- | -------------- | ------------------------------------ |
| Hyltinge 1:1                     | Gravfält            |              | Hyltinge, Södermanland |       | 59.104640, 16.781284 | 10033500010001 | Ladda upp en bild av detta fornminne |
| Skansberget (Hyltinge 2:1)       | Fornborg            |              | Hyltinge, Södermanland |       | 59.126706, 16.795206 | 10033500020001 | Ladda upp en bild av detta fornminne |
| Lilla Skansberget (Hyltinge 3:1) | Fornborg            |              | Hyltinge, Södermanland |       | 59.134120, 16.775246 | 10033500030001 | Ladda upp en bild av detta fornminne |
| Hyltinge 4:1                     | Stensättning        |              | Hyltinge, Södermanland |       | 59.101880, 16.789063 | 10033500040001 | Ladda upp en bild av detta fornminne |
| Hyltinge 6:1                     | Stensättning        |              | Hyltinge, Södermanland |       | 59.098346, 16.785853 | 10033500060001 | Ladda upp en bild av detta fornminne |
| Hyltinge 7:1                     | Stensättning        |              | Hyltinge, Södermanland |       | 59.097006, 16.783984 | 10033500070001 | Ladda upp en bild av detta fornminne |
| Hyltinge 8:1                     | Stensättning        |              | Hyltinge, Södermanland |       | 59.089344, 16.793304 | 10033500080001 | Ladda upp en bild av detta fornminne |
| Hyltinge 9:1                     | Gravfält            |              | Hyltinge, Södermanland |       | 59.093890, 16.790541 | 10033500090001 | Ladda upp en bild av detta fornminne |
| Hyltinge 10:1                    | Stensättning        |              | Hyltinge, Södermanland |       | 59.094878, 16.789698 | 10033500100001 | Ladda upp en bild av detta fornminne |
| Hyltinge 11:1                    | Stensättning        |              | Hyltinge, Södermanland |       | 59.092964, 16.790472 | 10033500110001 | Ladda upp en bild av detta fornminne |
| Hyltinge 12:1                    | Gravfält            |              | Hyltinge, Södermanland |       | 59.107631, 16.781514 | 10033500120001 | Ladda upp en bild av detta fornminne |
| Hyltinge 13:1                    | Stensättning        |              | Hyltinge, Södermanland |       | 59.107360, 16.780339 | 10033500130001 | Ladda upp en bild av detta fornminne |
| Hyltinge 14:1                    | Röse                |              | Hyltinge, Södermanland |       | 59.103465, 16.788411 | 10033500140001 | Ladda upp en bild av detta fornminne |
| Hyltinge 14:2                    | Stensättning        |              | Hyltinge, Södermanland |       | 59.103184, 16.788867 | 10033500140002 | Ladda upp en bild av detta fornminne |
| Hyltinge 15:1                    | Gravfält            |              | Hyltinge, Södermanland |       | 59.104602, 16.801265 | 10033500150001 | Ladda upp en bild av detta fornminne |
| Hyltinge 16:1                    | Gravfält            |              | Hyltinge, Södermanland |       | 59.107434, 16.795973 | 10033500160001 | Ladda upp en bild av detta fornminne |
| Hyltinge 17:1                    | Stensättning        |              | Hyltinge, Södermanland |       | 59.106922, 16.800122 | 10033500170001 | Ladda upp en bild av detta fornminne |
| Hyltinge 17:2                    | Stensättning        |              | Hyltinge, Södermanland |       | 59.106864, 16.800153 | 10033500170002 | Ladda upp en bild av detta fornminne |
| Hyltinge 20:1                    | Stensättning        |              | Hyltinge, Södermanland |       | 59.121570, 16.778795 | 10033500200001 | Ladda upp en bild av detta fornminne |
| Hyltinge 21:1                    | Stensättning        |              | Hyltinge, Södermanland |       | 59.037682, 16.994285 | 10033500210001 | Ladda upp en bild av detta fornminne |
| Hyltinge 22:1                    | Stensättning        |              | Hyltinge, Södermanland |       | 59.035665, 16.995383 | 10033500220001 | Ladda upp en bild av detta fornminne |
| Hyltinge 22:2                    | Stensättning        |              | Hyltinge, Södermanland |       | 59.035544, 16.995477 | 10033500220002 | Ladda upp en bild av detta fornminne |
| Hyltinge 23:1                    | Stensättning        |              | Hyltinge, Södermanland |       | 59.036797, 16.996846 | 10033500230001 | Ladda upp en bild av detta fornminne |
| Hyltinge 24:1                    | Stensättning        |              | Hyltinge, Södermanland |       | 59.032713, 16.995291 | 10033500240001 | Ladda upp en bild av detta fornminne |
| Hyltinge 25:1                    | Röse                |              | Hyltinge, Södermanland |       | 59.040027, 16.994763 | 10033500250001 | Ladda upp en bild av detta fornminne |
| Hyltinge 26:1                    | Stensättning        |              | Hyltinge, Södermanland |       | 59.042644, 16.996006 | 10033500260001 | Ladda upp en bild av detta fornminne |
| Hyltinge 26:2                    | Röse                |              | Hyltinge, Södermanland |       | 59.042499, 16.995341 | 10033500260002 | Ladda upp en bild av detta fornminne |
| Hyltinge 26:3                    | Röse                |              | Hyltinge, Södermanland |       | 59.042860, 16.996644 | 10033500260003 | Ladda upp en bild av detta fornminne |
| Hyltinge 26:4                    | Röse                |              | Hyltinge, Södermanland |       | 59.042962, 16.996740 | 10033500260004 | Ladda upp en bild av detta fornminne |
| Hyltinge 26:5                    | Stensättning        |              | Hyltinge, Södermanland |       | 59.042730, 16.996931 | 10033500260005 | Ladda upp en bild av detta fornminne |
| Hyltinge 27:1                    | Stensättning        |              | Hyltinge, Södermanland |       | 59.040877, 16.994358 | 10033500270001 | Ladda upp en bild av detta fornminne |
| Hyltinge 27:2                    | Stensättning        |              | Hyltinge, Södermanland |       | 59.040866, 16.994968 | 10033500270002 | Ladda upp en bild av detta fornminne |
| Hyltinge 28:1                    | Röse                |              | Hyltinge, Södermanland |       | 59.038054, 16.994813 | 10033500280001 | Ladda upp en bild av detta fornminne |
| Hyltinge 28:2                    | Stensättning        |              | Hyltinge, Södermanland |       | 59.038163, 16.994930 | 10033500280002 | Ladda upp en bild av detta fornminne |
| Hyltinge 29:1                    | Fornborg            |              | Hyltinge, Södermanland |       | 59.041093, 16.990962 | 10033500290001 | Ladda upp en bild av detta fornminne |
| Hyltinge 29:2                    | Röse                |              | Hyltinge, Södermanland |       | 59.041124, 16.991074 | 10033500290002 | Ladda upp en bild av detta fornminne |
| Hyltinge 30:1                    | Stensättning        |              | Hyltinge, Södermanland |       | 59.042563, 16.993545 | 10033500300001 | Ladda upp en bild av detta fornminne |
| Hyltinge 30:2                    | Stensättning        |              | Hyltinge, Södermanland |       | 59.042628, 16.993394 | 10033500300002 | Ladda upp en bild av detta fornminne |
| Hyltinge 30:3                    | Stensättning        |              | Hyltinge, Södermanland |       | 59.042765, 16.994044 | 10033500300003 | Ladda upp en bild av detta fornminne |
| Hyltinge 31:1                    | Stensättning        |              | Hyltinge, Södermanland |       | 59.038025, 16.992500 | 10033500310001 | Ladda upp en bild av detta fornminne |
| Hyltinge 31:2                    | Stensättning        |              | Hyltinge, Södermanland |       | 59.038080, 16.992916 | 10033500310002 | Ladda upp en bild av detta fornminne |
| Hyltinge 32:1                    | Stensättning        |              | Hyltinge, Södermanland |       | 59.037778, 16.983363 | 10033500320001 | Ladda upp en bild av detta fornminne |
| Hyltinge 33:1                    | Stensättning        |              | Hyltinge, Södermanland |       | 59.034079, 16.981510 | 10033500330001 | Ladda upp en bild av detta fornminne |
| Hyltinge 34:1                    | Stensättning        |              | Hyltinge, Södermanland |       | 59.033705, 16.980992 | 10033500340001 | Ladda upp en bild av detta fornminne |
| Hyltinge 35:1                    | Stensättning        |              | Hyltinge, Södermanland |       | 59.036503, 16.986779 | 10033500350001 | Ladda upp en bild av detta fornminne |
| Hyltinge 35:2                    | Stensättning        |              | Hyltinge, Södermanland |       | 59.036232, 16.986541 | 10033500350002 | Ladda upp en bild av detta fornminne |
| Hyltinge 35:4                    | Stensättning        |              | Hyltinge, Södermanland |       | 59.035900, 16.986582 | 10033500350004 | Ladda upp en bild av detta fornminne |
| Hyltinge 36:1                    | Stensättning        |              | Hyltinge, Södermanland |       | 59.038275, 16.987768 | 10033500360001 | Ladda upp en bild av detta fornminne |
| Hyltinge 37:1                    | Stensättning        |              | Hyltinge, Södermanland |       | 59.039447, 16.986617 | 10033500370001 | Ladda upp en bild av detta fornminne |
| Hyltinge 38:1                    | Stensättning        |              | Hyltinge, Södermanland |       | 59.039798, 16.981560 | 10033500380001 | Ladda upp en bild av detta fornminne |
| Hyltinge 39:1                    | Stensättning        |              | Hyltinge, Södermanland |       | 59.040579, 16.990594 | 10033500390001 | Ladda upp en bild av detta fornminne |
| Hyltinge 40:1                    | Stensättning        |              | Hyltinge, Södermanland |       | 59.038187, 16.990150 | 10033500400001 | Ladda upp en bild av detta fornminne |
| Hyltinge 40:2                    | Stensättning        |              | Hyltinge, Södermanland |       | 59.038099, 16.990090 | 10033500400002 | Ladda upp en bild av detta fornminne |
| Hyltinge 40:3                    | Stensättning        |              | Hyltinge, Södermanland |       | 59.037924, 16.989898 | 10033500400003 | Ladda upp en bild av detta fornminne |
| Hyltinge 41:1                    | Hög                 |              | Hyltinge, Södermanland |       | 59.086723, 16.808594 | 10033500410001 | Ladda upp en bild av detta fornminne |
| Hyltinge 42:1                    | Gravfält            |              | Hyltinge, Södermanland |       | 59.084676, 16.806063 | 10033500420001 | Ladda upp en bild av detta fornminne |
| Hyltinge 43:1                    | Stensättning        |              | Hyltinge, Södermanland |       | 59.086790, 16.795557 | 10033500430001 | Ladda upp en bild av detta fornminne |
| Hyltinge 44:1                    | Stensättning        |              | Hyltinge, Södermanland |       | 59.088175, 16.794714 | 10033500440001 | Ladda upp en bild av detta fornminne |
| Hyltinge 45:1                    | Stensättning        |              | Hyltinge, Södermanland |       | 59.033552, 16.996069 | 10033500450001 | Ladda upp en bild av detta fornminne |
| Hyltinge 45:2                    | Stensättning        |              | Hyltinge, Södermanland |       | 59.033298, 16.996207 | 10033500450002 | Ladda upp en bild av detta fornminne |
| Hyltinge 46:1                    | Stensättning        |              | Hyltinge, Södermanland |       | 59.030587, 16.995851 | 10033500460001 | Ladda upp en bild av detta fornminne |
| Hyltinge 47:1                    | Stensättning        |              | Hyltinge, Södermanland |       | 59.029731, 16.992698 | 10033500470001 | Ladda upp en bild av detta fornminne |
| Hyltinge 48:1                    | Stensättning        |              | Hyltinge, Södermanland |       | 59.032180, 16.991699 | 10033500480001 | Ladda upp en bild av detta fornminne |
| Hyltinge 48:2                    | Stensättning        |              | Hyltinge, Södermanland |       | 59.032225, 16.991129 | 10033500480002 | Ladda upp en bild av detta fornminne |
| Hyltinge 49:1                    | Stensättning        |              | Hyltinge, Södermanland |       | 59.032324, 16.993359 | 10033500490001 | Ladda upp en bild av detta fornminne |
| Hyltinge 50:1                    | Stensättning        |              | Hyltinge, Södermanland |       | 59.043660, 16.990525 | 10033500500001 | Ladda upp en bild av detta fornminne |
| Hyltinge 50:2                    | Stensättning        |              | Hyltinge, Södermanland |       | 59.043583, 16.990262 | 10033500500002 | Ladda upp en bild av detta fornminne |
| Hyltinge 50:3                    | Stensättning        |              | Hyltinge, Södermanland |       | 59.043451, 16.989950 | 10033500500003 | Ladda upp en bild av detta fornminne |
| Hyltinge 51:1                    | Stensättning        |              | Hyltinge, Södermanland |       | 59.043153, 16.994826 | 10033500510001 | Ladda upp en bild av detta fornminne |
| Hyltinge 51:2                    | Stensättning        |              | Hyltinge, Södermanland |       | 59.043131, 16.994671 | 10033500510002 | Ladda upp en bild av detta fornminne |
| Hyltinge 51:3                    | Stensättning        |              | Hyltinge, Södermanland |       | 59.043359, 16.994817 | 10033500510003 | Ladda upp en bild av detta fornminne |
| Hyltinge 52:1                    | Fornborg            |              | Hyltinge, Södermanland |       | 59.042748, 16.981928 | 10033500520001 | Ladda upp en bild av detta fornminne |
| Hyltinge 53:1                    | Stensättning        |              | Hyltinge, Södermanland |       | 59.040539, 16.980172 | 10033500530001 | Ladda upp en bild av detta fornminne |
| Hyltinge 54:1                    | Stensättning        |              | Hyltinge, Södermanland |       | 59.038989, 16.976964 | 10033500540001 | Ladda upp en bild av detta fornminne |
| Hyltinge 55:1                    | Röse                |              | Hyltinge, Södermanland |       | 59.041959, 16.966314 | 10033500550001 | Ladda upp en bild av detta fornminne |
| Hyltinge 55:2                    | Röse                |              | Hyltinge, Södermanland |       | 59.041767, 16.966395 | 10033500550002 | Ladda upp en bild av detta fornminne |
| Hyltinge 56:1                    | Röse                |              | Hyltinge, Södermanland |       | 59.042753, 16.969577 | 10033500560001 | Ladda upp en bild av detta fornminne |
| Hyltinge 57:1                    | Stensättning        |              | Hyltinge, Södermanland |       | 59.042788, 16.977230 | 10033500570001 | Ladda upp en bild av detta fornminne |
| Hyltinge 58:1                    | Stensättning        |              | Hyltinge, Södermanland |       | 59.046588, 16.986992 | 10033500580001 | Ladda upp en bild av detta fornminne |
| Hyltinge 58:2                    | Stensättning        |              | Hyltinge, Södermanland |       | 59.046602, 16.986796 | 10033500580002 | Ladda upp en bild av detta fornminne |
| Hyltinge 59:1                    | Stensättning        |              | Hyltinge, Södermanland |       | 59.049567, 16.990266 | 10033500590001 | Ladda upp en bild av detta fornminne |
| Hyltinge 59:2                    | Stensättning        |              | Hyltinge, Södermanland |       | 59.049450, 16.989474 | 10033500590002 | Ladda upp en bild av detta fornminne |
| Hyltinge 60:1                    | Röse                |              | Hyltinge, Södermanland |       | 59.043241, 16.957808 | 10033500600001 | Ladda upp en bild av detta fornminne |
| Hyltinge 61:1                    | Stensättning        |              | Hyltinge, Södermanland |       | 59.041228, 16.958615 | 10033500610001 | Ladda upp en bild av detta fornminne |
| Hyltinge 62:1                    | Fornborg            |              | Hyltinge, Södermanland |       | 59.045459, 16.946960 | 10033500620001 | Ladda upp en bild av detta fornminne |
| Hyltinge 63:1                    | Stensättning        |              | Hyltinge, Södermanland |       | 59.045746, 16.945935 | 10033500630001 | Ladda upp en bild av detta fornminne |
| Hyltinge 64:1                    | Stensättning        |              | Hyltinge, Södermanland |       | 59.046793, 16.943844 | 10033500640001 | Ladda upp en bild av detta fornminne |
| Hyltinge 65:1                    | Stensättning        |              | Hyltinge, Södermanland |       | 59.047637, 16.944532 | 10033500650001 | Ladda upp en bild av detta fornminne |
| Hyltinge 66:1                    | Stensättning        |              | Hyltinge, Södermanland |       | 59.047210, 16.952884 | 10033500660001 | Ladda upp en bild av detta fornminne |
| Hyltinge 67:1                    | Stensättning        |              | Hyltinge, Södermanland |       | 59.049693, 16.960061 | 10033500670001 | Ladda upp en bild av detta fornminne |
| Hyltinge 67:2                    | Stensättning        |              | Hyltinge, Södermanland |       | 59.049269, 16.959750 | 10033500670002 | Ladda upp en bild av detta fornminne |
| Hyltinge 68:1                    | Stensättning        |              | Hyltinge, Södermanland |       | 59.048199, 16.959688 | 10033500680001 | Ladda upp en bild av detta fornminne |
| Hyltinge 69:1                    | Stensättning        |              | Hyltinge, Södermanland |       | 59.051971, 16.952136 | 10033500690001 | Ladda upp en bild av detta fornminne |
| Hyltinge 69:2                    | Stensättning        |              | Hyltinge, Södermanland |       | 59.052122, 16.952074 | 10033500690002 | Ladda upp en bild av detta fornminne |
| Hyltinge 70:1                    | Stensättning        |              | Hyltinge, Södermanland |       | 59.050011, 16.942979 | 10033500700001 | Ladda upp en bild av detta fornminne |
| Hyltinge 71:1                    | Stensättning        |              | Hyltinge, Södermanland |       | 59.055958, 16.948787 | 10033500710001 | Ladda upp en bild av detta fornminne |
| Hyltinge 72:1                    | Stensättning        |              | Hyltinge, Södermanland |       | 59.059418, 16.976229 | 10033500720001 | Ladda upp en bild av detta fornminne |
| Hyltinge 73:1                    | Stensättning        |              | Hyltinge, Södermanland |       | 59.056786, 16.976572 | 10033500730001 | Ladda upp en bild av detta fornminne |
| Hyltinge 74:1                    | Stensättning        |              | Hyltinge, Södermanland |       | 59.057563, 16.969885 | 10033500740001 | Ladda upp en bild av detta fornminne |
| Hyltinge 75:1                    | Stensättning        |              | Hyltinge, Södermanland |       | 59.057608, 16.971346 | 10033500750001 | Ladda upp en bild av detta fornminne |
| Hyltinge 76:1                    | Stensättning        |              | Hyltinge, Södermanland |       | 59.056721, 16.970821 | 10033500760001 | Ladda upp en bild av detta fornminne |
| Hyltinge 77:1                    | Stensättning        |              | Hyltinge, Södermanland |       | 59.056402, 16.966976 | 10033500770001 | Ladda upp en bild av detta fornminne |
| Hyltinge 78:1                    | Stensättning        |              | Hyltinge, Södermanland |       | 59.057214, 16.964828 | 10033500780001 | Ladda upp en bild av detta fornminne |
| Hyltinge 79:1                    | Stensättning        |              | Hyltinge, Södermanland |       | 59.056882, 16.963545 | 10033500790001 | Ladda upp en bild av detta fornminne |
| Hyltinge 79:2                    | Stensättning        |              | Hyltinge, Södermanland |       | 59.056773, 16.963668 | 10033500790002 | Ladda upp en bild av detta fornminne |
| Hyltinge 79:3                    | Stensättning        |              | Hyltinge, Södermanland |       | 59.056873, 16.963784 | 10033500790003 | Ladda upp en bild av detta fornminne |
| Hyltinge 80:1                    | Stensättning        |              | Hyltinge, Södermanland |       | 59.055736, 16.962057 | 10033500800001 | Ladda upp en bild av detta fornminne |
| Hyltinge 81:1                    | Stensättning        |              | Hyltinge, Södermanland |       | 59.064031, 16.949019 | 10033500810001 | Ladda upp en bild av detta fornminne |
| Hyltinge 82:1                    | Stensättning        |              | Hyltinge, Södermanland |       | 59.059219, 16.928605 | 10033500820001 | Ladda upp en bild av detta fornminne |
| Hyltinge 83:1                    | Stensättning        |              | Hyltinge, Södermanland |       | 59.058657, 16.929513 | 10033500830001 | Ladda upp en bild av detta fornminne |
| Hyltinge 83:2                    | Stensättning        |              | Hyltinge, Södermanland |       | 59.058855, 16.929490 | 10033500830002 | Ladda upp en bild av detta fornminne |
| Hyltinge 84:1                    | Stensättning        |              | Hyltinge, Södermanland |       | 59.057984, 16.930590 | 10033500840001 | Ladda upp en bild av detta fornminne |
| Hyltinge 84:2                    | Stensättning        |              | Hyltinge, Södermanland |       | 59.057856, 16.931315 | 10033500840002 | Ladda upp en bild av detta fornminne |
| Hyltinge 85:1                    | Stensättning        |              | Hyltinge, Södermanland |       | 59.058133, 16.933739 | 10033500850001 | Ladda upp en bild av detta fornminne |
| Hyltinge 86:1                    | Stensättning        |              | Hyltinge, Södermanland |       | 59.057491, 16.932270 | 10033500860001 | Ladda upp en bild av detta fornminne |
| Hyltinge 86:2                    | Röse                |              | Hyltinge, Södermanland |       | 59.057300, 16.933145 | 10033500860002 | Ladda upp en bild av detta fornminne |
| Hyltinge 86:3                    | Stensättning        |              | Hyltinge, Södermanland |       | 59.057037, 16.933726 | 10033500860003 | Ladda upp en bild av detta fornminne |
| Hyltinge 87:1                    | Röse                |              | Hyltinge, Södermanland |       | 59.056735, 16.931824 | 10033500870001 | Ladda upp en bild av detta fornminne |
| Hyltinge 88:1                    | Stensättning        |              | Hyltinge, Södermanland |       | 59.058789, 16.920449 | 10033500880001 | Ladda upp en bild av detta fornminne |
| Hyltinge 88:2                    | Stensättning        |              | Hyltinge, Södermanland |       | 59.058816, 16.919892 | 10033500880002 | Ladda upp en bild av detta fornminne |
| Hyltinge 89:1                    | Stensättning        |              | Hyltinge, Södermanland |       | 59.056492, 16.922599 | 10033500890001 | Ladda upp en bild av detta fornminne |
| Hyltinge 90:1                    | Röse                |              | Hyltinge, Södermanland |       | 59.056076, 16.924528 | 10033500900001 | Ladda upp en bild av detta fornminne |
| Hyltinge 93:1                    | Stensättning        |              | Hyltinge, Södermanland |       | 59.056420, 16.928369 | 10033500930001 | Ladda upp en bild av detta fornminne |
| Hyltinge 94:1                    | Röse                |              | Hyltinge, Södermanland |       | 59.057048, 16.926679 | 10033500940001 | Ladda upp en bild av detta fornminne |
| Hyltinge 95:1                    | Stensättning        |              | Hyltinge, Södermanland |       | 59.066215, 16.936191 | 10033500950001 | Ladda upp en bild av detta fornminne |
| Hyltinge 96:1                    | Stensättning        |              | Hyltinge, Södermanland |       | 59.060496, 16.907709 | 10033500960001 | Ladda upp en bild av detta fornminne |
| Hyltinge 97:1                    | Stensättning        |              | Hyltinge, Södermanland |       | 59.057043, 16.902709 | 10033500970001 | Ladda upp en bild av detta fornminne |
| Hyltinge 98:1                    | Stensättning        |              | Hyltinge, Södermanland |       | 59.055515, 16.903370 | 10033500980001 | Ladda upp en bild av detta fornminne |
| Hyltinge 99:1                    | Gravfält            |              | Hyltinge, Södermanland |       | 59.061558, 16.862793 | 10033500990001 | Ladda upp en bild av detta fornminne |
| Hyltinge 101:1                   | Gravfält            |              | Hyltinge, Södermanland |       | 59.092268, 16.822145 | 10033501010001 | Ladda upp en bild av detta fornminne |
| Hyltinge 102:1                   | Stensättning        |              | Hyltinge, Södermanland |       | 59.092882, 16.823176 | 10033501020001 | Ladda upp en bild av detta fornminne |
| Hyltinge 103:1                   | Stensättning        |              | Hyltinge, Södermanland |       | 59.092623, 16.824813 | 10033501030001 | Ladda upp en bild av detta fornminne |
| Hyltinge 104:1                   | Stensättning        |              | Hyltinge, Södermanland |       | 59.091778, 16.827049 | 10033501040001 | Ladda upp en bild av detta fornminne |
| Hyltinge 105:1                   | Gravfält            |              | Hyltinge, Södermanland |       | 59.094844, 16.834353 | 10033501050001 | Ladda upp en bild av detta fornminne |
| Hyltinge 106:1                   | Röse                |              | Hyltinge, Södermanland |       | 59.068674, 16.819837 | 10033501060001 | Ladda upp en bild av detta fornminne |
| Hyltinge 106:2                   | Stensättning        |              | Hyltinge, Södermanland |       | 59.068620, 16.820092 | 10033501060002 | Ladda upp en bild av detta fornminne |
| Hyltinge 107:1                   | Röse                |              | Hyltinge, Södermanland |       | 59.069576, 16.818307 | 10033501070001 | Ladda upp en bild av detta fornminne |
| Hyltinge 108:1                   | Stensättning        |              | Hyltinge, Södermanland |       | 59.070121, 16.817928 | 10033501080001 | Ladda upp en bild av detta fornminne |
| Hyltinge 110:1                   | Gravfält            |              | Hyltinge, Södermanland |       | 59.066180, 16.836161 | 10033501100001 | Ladda upp en bild av detta fornminne |
| Hyltinge 111:1                   | Gravfält            |              | Hyltinge, Södermanland |       | 59.066342, 16.832168 | 10033501110001 | Ladda upp en bild av detta fornminne |
| Hyltinge 112:1                   | Stensättning        |              | Hyltinge, Södermanland |       | 59.062999, 16.838653 | 10033501120001 | Ladda upp en bild av detta fornminne |
| Hyltinge 114:1                   | Stensättning        |              | Hyltinge, Södermanland |       | 59.076524, 16.821379 | 10033501140001 | Ladda upp en bild av detta fornminne |
| Hyltinge 115:1                   | Röse                |              | Hyltinge, Södermanland |       | 59.070520, 16.819815 | 10033501150001 | Ladda upp en bild av detta fornminne |
| Hyltinge 116:1                   | Stensättning        |              | Hyltinge, Södermanland |       | 59.070666, 16.820761 | 10033501160001 | Ladda upp en bild av detta fornminne |
| Oljeberget (Hyltinge 117:1)      | Fornborg            |              | Hyltinge, Södermanland |       | 59.097320, 16.834142 | 10033501170001 | Ladda upp en bild av detta fornminne |
| Hyltinge 118:1                   | Stensättning        |              | Hyltinge, Södermanland |       | 59.035452, 16.989537 | 10033501180001 | Ladda upp en bild av detta fornminne |
| Kolmilabacken (Hyltinge 120:1)   | Stensättning        |              | Hyltinge, Södermanland |       | 59.078697, 16.802414 | 10033501200001 | Ladda upp en bild av detta fornminne |
| Hyltinge 122:1                   | Gravfält            |              | Hyltinge, Södermanland |       | 59.084790, 16.807861 | 10033501220001 | Ladda upp en bild av detta fornminne |
| Hyltinge 128:1                   | Stensättning        |              | Hyltinge, Södermanland |       | 59.052889, 16.952976 | 10033501280001 | Ladda upp en bild av detta fornminne |
| Hyltinge 129:1                   | Stensättning        |              | Hyltinge, Södermanland |       | 59.047556, 16.943063 | 10033501290001 | Ladda upp en bild av detta fornminne |
| Hyltinge 130:1                   | Stensättning        |              | Hyltinge, Södermanland |       | 59.048017, 16.950737 | 10033501300001 | Ladda upp en bild av detta fornminne |
| Hyltinge 131:1                   | Stensättning        |              | Hyltinge, Södermanland |       | 59.055215, 16.959279 | 10033501310001 | Ladda upp en bild av detta fornminne |
| Hyltinge 133:1                   | Stensättning        |              | Hyltinge, Södermanland |       | 59.041793, 16.990742 | 10033501330001 | Ladda upp en bild av detta fornminne |
| Hyltinge 134:1                   | Stensättning        |              | Hyltinge, Södermanland |       | 59.043042, 16.993147 | 10033501340001 | Ladda upp en bild av detta fornminne |
| Hyltinge 136:1                   | Stensättning        |              | Hyltinge, Södermanland |       | 59.061465, 16.857116 | 10033501360001 | Ladda upp en bild av detta fornminne |
| Hyltinge 137:1                   | Stensättning        |              | Hyltinge, Södermanland |       | 59.033618, 16.984970 | 10033501370001 | Ladda upp en bild av detta fornminne |
| Hyltinge 142:1                   | Gravfält            |              | Hyltinge, Södermanland |       | 59.061882, 16.864617 | 10033501420001 | Ladda upp en bild av detta fornminne |
| Hyltinge 144:1                   | Stensättning        |              | Hyltinge, Södermanland |       | 59.039259, 16.979971 | 10033501440001 | Ladda upp en bild av detta fornminne |
| Hyltinge 145:1                   | Röse                |              | Hyltinge, Södermanland |       | 59.117082, 16.794909 | 10033501450001 | Ladda upp en bild av detta fornminne |
| Hyltinge 147:1                   | Stensättning        |              | Hyltinge, Södermanland |       | 59.121839, 16.786435 | 10033501470001 | Ladda upp en bild av detta fornminne |
| Hyltinge 149:1                   | Stensättning        |              | Hyltinge, Södermanland |       | 59.116757, 16.779397 | 10033501490001 | Ladda upp en bild av detta fornminne |
| Hyltinge 155:1                   | Stensättning        |              | Hyltinge, Södermanland |       | 59.118805, 16.801743 | 10033501550001 | Ladda upp en bild av detta fornminne |
| Hyltinge 180:1                   | Stensättning        |              | Hyltinge, Södermanland |       | 59.093170, 16.822365 | 10033501800001 | Ladda upp en bild av detta fornminne |
| Hyltinge 194:1                   | Röse                |              | Hyltinge, Södermanland |       | 59.087495, 16.831617 | 10033501940001 | Ladda upp en bild av detta fornminne |
| Hyltinge 195:1                   | Stensättning        |              | Hyltinge, Södermanland |       | 59.101264, 16.790173 | 10033501950001 | Ladda upp en bild av detta fornminne |
| Hyltinge 195:2                   | Stensättning        |              | Hyltinge, Södermanland |       | 59.101282, 16.789920 | 10033501950002 | Ladda upp en bild av detta fornminne |
| Hyltinge 196:1                   | Stensättning        |              | Hyltinge, Södermanland |       | 59.099813, 16.794437 | 10033501960001 | Ladda upp en bild av detta fornminne |
| Hyltinge 197:1                   | Stensättning        |              | Hyltinge, Södermanland |       | 59.096664, 16.785250 | 10033501970001 | Ladda upp en bild av detta fornminne |
| Hyltinge 197:2                   | Stensättning        |              | Hyltinge, Södermanland |       | 59.096718, 16.785349 | 10033501970002 | Ladda upp en bild av detta fornminne |
| Hyltinge 197:3                   | Stensättning        |              | Hyltinge, Södermanland |       | 59.096849, 16.785211 | 10033501970003 | Ladda upp en bild av detta fornminne |
| Löten (Hyltinge 198:1)           | Lägenhetsbebyggelse |              | Hyltinge, Södermanland |       | 59.108288, 16.815971 | 10033501980001 | Ladda upp en bild av detta fornminne |
| Hyltinge 200:1                   | Kvarn               |              | Hyltinge, Södermanland |       | 59.107521, 16.817592 | 10033502000001 | Ladda upp en bild av detta fornminne |
| Hyltinge 214:1                   | Stensättning        |              | Hyltinge, Södermanland |       | 59.084919, 16.839644 | 10033502140001 | Ladda upp en bild av detta fornminne |
| Hyltinge 214:2                   | Stensättning        |              | Hyltinge, Södermanland |       | 59.084760, 16.839546 | 10033502140002 | Ladda upp en bild av detta fornminne |
| Hyltinge 220:1                   | Stensättning        |              | Hyltinge, Södermanland |       | 59.084690, 16.838631 | 10033502200001 | Ladda upp en bild av detta fornminne |